# Hans Endrerud
Hans Endrerud (Oslo, 13 ottobre 1885 – Oslo, 24 ottobre 1957) è stato un calciatore norvegese, di ruolo attaccante.

## Carriera

### Club
Endrerud vestì la maglia del Mercantile.

### Nazionale
Conta 6 presenze per la Norvegia. Esordì il 12 luglio 1908, nella sconfitta per 11-3 contro la Svezia, nel corso della quale segnò la sua unica rete in squadra. Partecipò ai Giochi della V Olimpiade con la sua Nazionale.